# Ервін Хааг
Ервін Хааг (угор. Haág Ervin; нар. 11 січня 1933, Мошонмадяровар) — угорський шахіст, міжнародний майстер від 1961 року.

## Шахова кар'єра
У 1960-х роках належав до числа провідних угорських шахістів. Неодноразово брав участь у фіналі чемпіонату Угорщини, тричі вигравши медалі: срібну (1966) і дві бронзові (1960, 1967). Двічі брав участь у фіналах командного чемпіонату Європи, завоювавши срібну (1970) і бронзову (1961) медаль. Між 1955 і 1959 роками чотири рази представляв національну збірну на командних чемпіонатах світу серед студентів, завоювавши дві бронзові медалі (1955, 1959). Один з найбільших успіхів в міжнародних турнірах припадає 1961 рік. у Дебрецені поділив 1-ше місце (разом з Ісааком Болеславським) на Меморіалі Лайоша Асталоша.
Найвищий рейтинг Ело в кар'єрі мав станом на 1 липня 1971 року, досягнувши 2440 очок ділив тоді 11-13-те місце серед угорських шахістів.
Досягнув успіхів також у заочних шахах, зокрема виграв чемпіонат Угорщини. У 1960 році отримав звання міжнародного майстра в цьому варіанті шахів.
Разом з Дьожьо Форінтошом є автором двох книг, присвячених шаховим дебютам:
- Petroff Defence, 1992, ISBN 0-02-028561-2
- Easy Guide to the 5.Nge2 king's Indian, 2000, ISBN 1-85744-245-8